# Sheffield United Football Club 2016-2017

## Rosa
Rosa aggiornata al 1º settembre 2016.
| N. |                             | Ruolo | Calciatore      |
| -- | --------------------------- | ----- | --------------- |
| 1  | Inghilterra (bandiera)      | P     | George Long     |
| 3  | Inghilterra (bandiera)      | D     | Chris Hussey    |
| 4  | Scozia (bandiera)           | C     | John Fleck      |
| 5  | Inghilterra (bandiera)      | D     | Jack O'Connell  |
| 6  | Inghilterra (bandiera)      | C     | Chris Basham    |
| 8  | Scozia (bandiera)           | C     | Stefan Scougall |
| 9  | Irlanda del Nord (bandiera) | A     | Caolan Lavery   |
| 10 | Inghilterra (bandiera)      | A     | Billy Sharp     |
| 11 | Inghilterra (bandiera)      | C     | Matt Done       |
| 12 | Inghilterra (bandiera)      | P     | Aaron Ramsdale  |
| 13 | Inghilterra (bandiera)      | D     | Jake Wright     |
| 15 | Scozia (bandiera)           | C     | Paul Coutts     |
| 18 | Galles (bandiera)           | D     | Kieron Freeman  |

| N. |                             | Ruolo | Calciatore           |
| -- | --------------------------- | ----- | -------------------- |
| 19 | Inghilterra (bandiera)      | D     | Ethan Ebanks-Landell |
| 20 | Galles (bandiera)           | D     | James Wilson         |
| 21 | Inghilterra (bandiera)      | C     | Mark Duffy           |
| 22 | Inghilterra (bandiera)      | C     | Louis Reed           |
| 23 | Inghilterra (bandiera)      | C     | Benjamin Whiteman    |
| 24 | Irlanda del Nord (bandiera) | D     | Danny Lafferty       |
| 25 | Inghilterra (bandiera)      | P     | Simon Moore          |
| 27 | Inghilterra (bandiera)      | A     | Leon Clarke          |
| 32 | Inghilterra (bandiera)      | D     | Harry Chapman        |
| 36 | Inghilterra (bandiera)      | C     | Benjamin Whiteman    |
|    | Inghilterra (bandiera)      | D     | Julian Banton        |
|    | Inghilterra (bandiera)      | C     | James Wallace        |
|    | Inghilterra (bandiera)      | P     | George Willis        |